# Swaminarayan

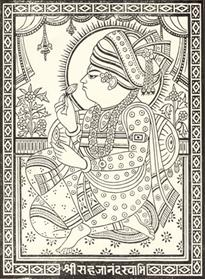
Traditioneel iconografisch portret van Swaminarayan

Dhanshyam Pandey, Swaminarayan of Sahjanand Swami (Gujarati: સ્વામિનારાયણ, 3 april 1781 - 1 juni 1830) was de oprichter en hoofd van de hindoeïstische Swaminarayan-stroming. De volgelingen van de Swaminarayan-denominatie geloven dat hij een vorm van de almachtige is. 
Volgens de Bhagwat- en Sakand-purana's is hij een incarnatie van God. De Shikshapatri, die door hem geschreven is, wordt door de Swaminarayan-denominatie als een heilige tekst beschouwd. Hij wordt ook als een hervormer van het Hindoegeloof beschouwd omdat hij tegen het kastenstelsel, dierenoffers en de ongelijke behandeling van vrouwen heeft gestaan. Hij heeft ook een goede relatie met de Britse Raj van India gehad. Zijn volgelingen sluiten hindoes, moslims en zoroastrianen in.